# Římskokatolická farnost Křížlice
Římskokatolická farnost Křížlice je územním společenstvím římských katolíků v rámci jilemnického vikariátu královéhradecké diecéze.

## O farnosti

### Historie
Farní kostel v krkonoškých Křížlicích, části obce Jestřabí je empírová stavba z roku 1814.
Po polovině 20. století přestala být farnost obsazována sídelním duchovním správcem, diecézní katalog z přelomu let 1970/1971 již uvádí křížlickou farnost jako ex currendo spravovanou z Horních Štěpanic.

### Duchovní správci
- 1969–1975 R.D. Emil Erlebach (4. 4. 1923 - 10. 3. 2000) (administrátor ex currendo z Poniklé)

- 1997–2000 R.D. Mgr. Ing. Jiří Šlégr (administrátor ex currendo z Jilemnice)
- 2000–2003 R.D. ThMgr. Dariusz Mogielnicki, MSF (administrátor ex currendo z Horních Štěpanic)
- 2003–2018 R.D. ThMgr. Joachim Fąs, MSF (administrátor ex currendo z Horních Štěpanic)
- 2018–současnost R.D. Mgr. Władysław Marczyński, MSF (administrátor ex currendo z Horních Štěpanic)

### Současnost
Farnost je administrována ex currendo z Horních Štěpanic.
| Kostel                   | Místo    | Bohoslužba | Bohoslužba                  | Poznámka     |
| ------------------------ | -------- | ---------- | --------------------------- | ------------ |
| Kostel sv. Jana Křtitele | Křížlice | sobota     | 16.00 (s nedělní platností) | farní kostel |